# 艾瑞克·方納
艾瑞克·方納（英語：Eric Foner，1943年2月7日—）是一位美國歷史學者，自1982年起，他擔任哥倫比亞大學歷史系教授，主要撰寫的學術文章之主題為美國政治史、美國共和黨之早期歷史、美國內戰以及美國重建時期等 。

## 著作
- 《重建：美国未完成的革命，1863—1877年》[2]
- 《烈火中的考驗：亚伯拉罕·林肯与美国奴隶制》[3]